# Olivier Morel-Maroger
 (mai 2022).
Si vous disposez d'ouvrages ou d'articles de référence ou si vous connaissez des sites web de qualité traitant du thème abordé ici, merci de compléter l'article en donnant les références utiles à sa vérifiabilité et en les liant à la section « Notes et références ».
Pour les articles homonymes, voir Olivier Morel (homonymie) et Morel.
Olivier Morel-Maroger, né le 8 novembre 1962 à Boulogne-Billancourt, est un homme de radio français, directeur de France Musique de juin 2011 à mai 2014.

## Carrière
Entré à Radio-France en 1992, il a été directeur adjoint de France Musique durant le mandat de Pierre Bouteiller de 1999 à 2004.

## Publications
- La Radio, P.U.F., coll. « Que sais-je ? », 2008  (ISBN 2130552587) (en collaboration avec Patrice Cavelier)
- L’Économie de la culture, LGDJ, 2016.